# Bassarilandet
Bassarilandet är ett världsarv som består av tre kulturlandskap i Senegal: Bassarifolkets Salémata, bedikfolkets Bandafassi och fulafolkets Dindéfelo. 
Bassarifolkets landskap kännetecknas av terrassodlingar och risfält med små byar och fornminnen här och var, medan Bedik og Fula är herder.
Den 29 juni 2012 blev Bassarilandet ett världsarv.